# Munda longissima
Munda longissima är en insektsart som beskrevs av Andrej Vasiljevitj Gorochov 2007. Munda longissima ingår i släktet Munda och familjen syrsor. Inga underarter finns listade i Catalogue of Life.